# Lucien Moreau
Pour les articles homonymes, voir Moreau.
Lucien Moreau, né le 16 janvier 1875 dans le 6e arrondissement de Paris et mort le 6 avril 1932, est un militant royaliste de l'Action française.

## Biographie

### Jeunesse
Lucien Moreau est le petit-neveu d'Auguste Boyer, beau-frère, associé puis diffuseur de Pierre Larousse. Son père Émile Moreau, ses oncles et l'un de ses cousins possédaient un tiers de l'entreprise Larousse. Issu d'un milieu protestant et non baptisé, Lucien Moreau se déclare « pas chrétien du tout »,,.
Adolescent, Lucien Moreau est tenté de rejoindre l'anarchisme libertaire.
Il est un ami personnel de Charles Maurras dès 1892 tandis qu'il est secrétaire de rédaction à la Revue encyclopédique Larousse. Durant l'affaire Dreyfus, Charles Maurras le recrute et il devient l’un des premiers collaborateurs du mensuel, la Revue d’Action française, fondé en 1899 par Henri Vaugeois et Maurice Pujo. Lucien Moreau poursuivit son œuvre journalistique dans L'Action française, quotidien dont il est l’un des cofondateurs en mars 1908, qui passe sous la direction de Maurras. Ses articles s’inscrivent dans le « style » nationaliste antidreyfusard, antidémocratique et revanchard du journal royaliste. Maurras avait repris plusieurs extraits de ses articles pour la rédaction de l'introduction qu'il devait donner pour l'édition en volume de son Enquête sur la monarchie en 1900. Malgré cette publication, Lucien Moreau ne se laisse pas convaincre si facilement par la solution monarchique proposée par son ami.

« Je n'ai aucune influence sur Caplain, ou sur Copin-Albancelli, ou sur Sponck, ou sur Delebet, ou sur le colonel de Villebois Mareuil… Je ne suis qu'une minuscule minorité, à laquelle s'opposent sans cesse Moreau et Vaugeois, eux-mêmes solidement appuyés par quatorze ou quinze champions prêts à prendre leur place. »

— Lettre de Charles Maurras à Maurice Barrès
Charles Maurras met finalement trois ans pour convertir Léon de Montesquiou, Henri Vaugeois et Lucien Moreau au nationalisme intégral. C'est en octobre 1903 qu'il se rallie à l'idée monarchique en même temps que Louis Dimier.
En 1905, Lucien Moreau est à l'initiative de la création du premier groupe d'Étudiants d'Action française dont il devient le premier président en 1906. En parallèle, il est nommé titulaire de la chaire de nationalisme français au sein de l'Institut d'Action française. Il en était l’un des principaux conférenciers avec, notamment, Henri Vaugeois, Léon de Montesquiou, le R.P. de Pascal, Jacques Bainville, Pierre Lasserre, Paul Bourget, Jules Lemaître et Marius André.
En avril 1908, il devient un des piliers de la Revue critique des idées et des livres et participe à la création des Camelots du Roi le 16 novembre 1908.
Le 30 mai 1912, il épouse Camille Sophie Pélissier.

### Grande Guerre
Le 24 août 1914, il s'engage comme volontaire au 4e régiment d'artillerie,.

### L'entre-deux-guerres
En 1920, Lucien Moreau choisit de ramifier l'Institut d'Action française en province. De 1927 à 1932, il est directeur de la Société de librairie, d'enseignement et de publicité d'Action française. Il décède à Paris le 6 avril 1932 et il est inhumé au cimetière du Montparnasse le 9 avril 1932.
Charles Maurras rapporte que comme Henri Vaugeois, Lucien Moreau finit par se convertir au catholicisme.

## Publications
Lucien Moreau et Léon de Montesquiou, La Politique de "l'Action française". Réponse à MM. Lugan et J. Pierre, Paris, L'Action française, 1911.
Lucien Moreau est l'auteur de nombreux articles dans la Revue d'Action française, L'Action française et l'Almanach d'Action française.